# كتب الشيعة
هذه قائمة ببعض أهم الكتب والمؤلفات والمراجع عند الشيعة.

## التفسير وعلوم القرآن
علم التفسير
هو علم يبحث فيه عن القرآن الكريم من حيث دلالته على مراد الله تعالى بقدر الطاقة البشرية، أو هو كشف معانى القرآن وبيان المراد منه.[بحاجة لمصدر] ومن أهم المؤلفات في هذا الباب:

مجمع البيان في تفسير القرآن لمؤلفه : فضل بن حسين الطبرسي

الميزان في تفسير القرآن رغم حداثته، إلا أنه من أشهر كتب التفسير

البيان في تفسير القرآن لمؤلفه:ابو القاسم الخوئي.

تفسير نور الثقلين

تفسير فرات الكوفي

التفسير المنسوب للحسن العسكري.

التبيان في تفسير القرآن لشيخ الطائفة الطوسي

| اسم الكتاب                             | سنة وفاة المؤلف     | المؤلف                                                  | ملاحظات |
| -------------------------------------- | ------------------- | ------------------------------------------------------- | --- |
| تفسير غريب القرآن(1)                   | 122 هـ              | زيد بن علي                                              | -- |
| تفسير جابر الجعفي                      | 128هـ               | جابر بن يزيد الجعفي                                     | من أقدم تفاسير الشيعة. |
| تفسير أبي حمزة الثمالي                 | 150 هـ              | أبي حمزة الثمالي                                        | من أقدم تفاسير الشيعة. |
| تفسير الامام الحسن العسكري             | 260 هـ              | الحسن العسكري                                           | مختلف فيه نسبته للحسن العسكري. |
| تفسير العياشي                          | 319هـ               | محمد بن مسعود العياشي                                   | هذا الكتاب يضمّ تفسير كل القرآن الكريم إلا أنّ المتبقى هو من سورة الحمد إلى سورة الكهف. |
| تفسير فرات الكوفي                      | 325هـ               | فرات بن إبراهيم الكوفي                                  | ركز الشيخ فرات الكوفي في تفسيره على آراء أهل البيت، وجمع فيه الروايات الخاصّة بالآيات النازلة بحقّهم غالباً، مع بعض الروايات الخارجة عن هذا الموضوع. |
| تفسير القمي                            | 329 هـ              | علي بن إبراهيم القمي                                    | يعد تفسير القمي من اقدم مصادر التفسير الشيعية واشهرها ومن المصادر المعتمدة في المجال التفسيري. |
| تفسير النعماني                         | 360هـ               | محمّد بن إبراهيم بن جعفر النُعماني                        | -- |
| تلخبيص البيان                          | 406 هـ              | الشريف الرضي                                            | -- |
| التبيان في تفسير القرآن                | 460هـ               | محمد بن الحسن بن علي بن الحسن الطوسي                    | من التفاسير الشيعية الجامعة الكلامية، تأليف أبو جعفر محمد بن الحسن بن علي الطوسي، المعروف بشيخ الطائفة، صاحب كتابي تهذيب الأحكام، والاستبصار، من الكتب الروائية الأربعة المعروفة لدى المذهب الشيعي، ويُعد تفسير التبيان أول تفسير جُمع فيه أنواع علوم القرآن. |
| روض الجنان وروح الجنان                 | 552 هـ              | أبو الفتوح الرازي                                       | كتاب تفسير للقرآن في عشرين مجلد باللغة الفارسية، وهو مشحون بالبحوث الكلامية. يبدأ من تفسير سورة الحمد وينتهي بسورة الناس بطريقة التفسير الترتيبي. وفي تفسير كل آية يقوم المؤلف أولاً بالترجمة اللغوية للآية ثم ببيان مضامين الآية مع بيان بحوث الروائية والتاريخية والفقهية والكلامية بالإضافة إلى البحوث الأخلاقية المرتبطة بالآية، كما هو ينقل آراء المفسرين الآخرين، والصحابة والتابعين دون إبداء رأي أو تعليق. |
| لب اللباب                              | 573هـ               | قطب الدين سعيد بن هبة الله الراوندي                     | -- |
| مجمع البيان في علوم القرآن             | 584هـ               | فضل بن حسين الطبرسي                                     | حظى بقبول لدى الشيعة. |
| تفسير جوامع الجامع                     | 584هـ               | أبي علي الفضل بن الحسن الطبرسي                          | -- |
| تفسير منهج الصادقين في الزام المخالفين | 988 هـ              | فتح الله الكاشاني                                       | اعتمد المفسر على أشهر التفاسير، منها تفسير روض الجنان وروح الجنان لابي الفتوح الرازي وتفسير البيضاوي وتفسير الكشاف للزمخشري. وقد اعتمد كثيرا على مجمع البيان وتفسير التبيان. وهو في بعض المواضيع ينقل كلمات كبار المتصوفة. |
| زبدة التفاسير                          | 988 هـ              | فتح الله الكاشاني                                       | -- |
| تفسير القرآن الكريم                    | 1050هـ              | صدر المتألهين                                           | -- |
| الصافي في تفسير كتاب الله الوافي       | 1091 هـ             | الفيض الكاشاني                                          | يعد تفسير الصافي من التفاسير الروائية القيمة للشيعة الذي يضم عددا هائلا من الروايات عن أئمة أهل البيت في تفسير آيات القرآن. وقد أفاد العلامة الطباطبائي كثيراً من تفسير الصافي، واستشهد بأقوال مؤلّفه في تفسيره الميزان. وقد استعان الفيض الكاشاني بعدة تفاسير روائية منها تفسير بن علي بن إبراهيم القمي وتفسير العياشي وتفسير فرات الكوفي والتفسير المنسوب للإمام الحسن العسكري وببعض الكتب الروائية والمجامع الحديثية للشيعة لاسيما أصول الكافي. ومن خصوصيات هذا التفسير هو بيان سبب النزول في شخص أو أشخاص، وبيان شأن الأئمة والفرائض والأحكام ومناخ نزول الآيات وازاحة الستار عن الشبهات المثارة وعن المدلول الظاهري للآيات وغير ذلك من الخصوصيات التي تنم عن الدور المهم الذي تلعبه الروايات في التفسير. |
| البرهان في تفسير القرآن                | 1109 هـ             | هاشم البحراني                                           | أشار المؤلف في معرض تفسيره للآيات، إلى مسائل ومواضيع شرعية، وبعض القصص القرآنية فضلاً عن الأحاديث النبوية وفضائل أهل البيت النبي. أنّ السيد البحراني من علماء الأخبارية المعتدلين ومن هنا جاء تفسيره متوافقاً مع المنهج الأخباري في التعاطي مع الآيات والأحاديث الشريفة، وقد سجل البعض من العلماء ملاحظات نقدية على الكتاب سواء على مستوى المنهج أم النتائج التفسيرية التي توصل إليها المؤلف. |
| تفسير نور الثقلين                      | 1112 هـ             | عبد علي بن جمعة العروسي الحويزي                         | يعد هذا التفسير من المجاميع الروائية في تفسير القرآن، وقد اهتم بجمع الروايات الواردة عن أهل البيت دون ابداء المفسر اي تعليق. وقد تبلغ رواياته أكثر من ثلاثة عشر ألف حديث. لكن لايعتمد علی هذا التفسير إلا بعد ملاحظة الإسناد والمتن، كما هو شأن جميع التفاسير الروائية وذلك بسبب ضعف في الإسناد. فالمؤلف نقل بعض الروايات من المصادر الضعيفة احياناً وحذف الاسناد في بعض الروايات، كما يقول الحويزي نفسه في مقدمة الكتاب: «أن تفسير مشتمل على الغث والسمين، وكان الهدف جمع كل الروايات التفسيرية، لكي يسهل الطريق أمام اصحاب التحقيق. |
| عقود المرجان في تفسير القرآن           | 1112 هـ             | نعمة الله الجزائري                                      | -- |
| تفسير كنز الدقائق وبحر الغرائب         | 1125 هـ             | محمد بن محمد رضا القمي المشهدي                          | -- |
| الجوهر الثمين في تفسير الكتاب المبين   | 1242 هـ             | عبد الله شبر                                            | -- |
| تفسير شبر                              | 1242 هـ             | عبد الله شبر                                            | يعد من أبرز التفاسير المختصرة. |
| الميزان في تفسير القرآن                | 1321هـ              | محمد حسين الطبطبائي                                     | الميزان في تفسير القرآن رغم حداثته، إلا أنه من أشهر كتب التفسير. |
| آلاء الرحمن في تفسير القرآن            | 1352 هـ             | محمد جواد البلاغي                                       | -- |
| نفحات الرحمن في تفسير القرآن           | 1386 ه‍              | محمد بن عبدالرحيم النهاوندي                             | -- |
| تفسير القرآن الكريم                    | 1397هـ              | مصطفى الخميني                                           | -- |
| التفسير الكاشف                         | 1400 هـ             | محمد جواد غنية                                          | قد عمد في تفسيره هذا إلى تبسيط المفاهيم القرآنية ومخاطبة الجيل الشاب، ومحاولة ربط النصوص القرآنية بالواقع المُعاش. |
| تفسير نوين                             | محمد تقي شريعتي     | 1408 ه                                                  | -- |
| البيان في تفسير القرآن                 | 1413هـ              | أبو القاسم بن علي أكبر بن هاشم تاج الدين الموسوي الخوئي | هذا الكتاب " الميزان في تفسير القرآن " يُعَدُّ أولَ تفسير شيعي جديد بعد تفسيري " مجمع البيان " للطبرسي ، و " التبيان " للطوسي ، كانت بداياته على شكل محاضرات يلقيها الطباطبائي على طلابه ، صدر المجلد الأول منه سنة (1956م) ، وتوالت أجزاؤه حتى بلغ (20) مجلدا ، وترجم إلى الإنجليزية والفارسية. |
| مناهج البيان في تفسير القرآن           | 1419ه‍               | محمد باقر الملكي الميانجي                               | -- |
| مواهب الرحمن في تفسير القرآن           | 1414 هـ             | عبد الأعلى الموسوي السبزواري                            | -- |
| تقريب القرآن إلى الأذهان               | 1422هـ              | محمد الحسيني الشيرازي                                   | -- |
| من وحي القرآن                          | 1432هـ              | محمد حسين فضل الله                                      | تميّز بأسلوب حيويّ بعيد عن التّعقيد، وبحركيّة معاصرة. |
| تفسير راهنما                           | أكبر هاشمي رفسنجاني | 1439 ه                                                  | -- |
| الأمثل في تفسير كتاب الله المنزل       | حي                  | ناصر مكارم الشيرازي                                     | اتصف تفسير الأمثل بسهولة العبارة والخلو من التعقيد. |
| تسنيم في تفسير القرآن                  | حي                  | عبد الله الجوادي الآملي                                 | يعدّ تفسير التسنيم من التفاسير الجامعة المعاصرة. إعتمد المؤلف فيه علي ثلاثة أساليب في التفسير: تفسير القرآن بالقرآن، وتفسير القرآن بالسنّة، وتفسير القرآن بالعقل والاجتهاد. |
| من هدى القرآن                          | حي                  | محمد تقي المدرسي                                        | اعتمد المؤلف في تفسيره على منهجية التدبر المباشر في آيات القرآن، واستلهام معانيه من القرآن ذاته. . |
| تفسير مشكاة                            | حي                  | محمد علي الأنصاري                                       | -- |
| تفسير البصائر                          | حي                  | أبي محمد يعسوب الدين رستكار الجويباري                   | -- |
| تفسير القرآن الكريم                    | --                  | محمد حسين موحد الحججي                                   | -- |
| دليل الميزان في تفسير القرآن           | --                  | إلياس كلانتري                                           | -- |
| تفسير القرآن المجيد                    | --                  | محمّد علي أيازي                                          | -- |
| ضياء الفرقان في تفسير القرآن           | --                  | محمد تقي النقوي القايني                                 | -- |
| الوجيز في تفسير القرآن العزيز          | --                  | علي بن الحسين بن أبي جامع العاملي                       | -- |
| التفسير المقارن                        | --                  | محمد باقر الناصري                                       | -- |
| الجديد في تفسير القرآن                 | --                  | محمد السبزواري                                          | -- |

علوم القرآن

الأمثل في تفسير كتاب الله المنزل لمؤلفه : ناصر مكارم الشيرازي

كتاب من هدى القرآن لمؤلفه: محمد تقي المدرسي

وهو العلم الذي يتناول الأبحاث المتعلقة بالقرآن من حيث معرفة أسباب النزول، وجمع القرآن وترتيبه، ومعرفة المكي والمدني، والناسخ والمنسوخ، والمحكم والتشابه، إلى غير ذلك مما له صلة بالقرآن. ومن أهم المؤلفات في هذا الباب:

كتاب : البيان في تفسير القرآن يبحث عن هذه المسألة قبل أن يبدء بالتفسير.

| اسم الكتاب                                | المؤلف                                                      | ملاحظات |
| ----------------------------------------- | ----------------------------------------------------------- | ------- |
| القرآن في الإسلام                         | محمد حسين الطباطبائي                                        | --      |
| توشيح التفسير في قواعد التفسير والتأويل   | محمد بن سليمان التنكابني                                    | --      |
| مفاهيم القرآن                             | جعفر سبحاني                                                 | --      |
| التأويل                                   | محمد هادي معرفة                                             | --      |
| الموضّح عن جهة إعجاز القرآن                | الشريف المرتضى                                              | --      |
| النظيم في لغات القرآن العظيم              | عباس القمي                                                  | --      |
| القصص القرآنية وتاريخ الأنبياء            | محمد حسين الطباطبائي                                        | --      |
| التمهيد في علوم القرآن                    | محمد هادي معرفة                                             | --      |
| الموجز في علم التجويد                     | عبد الهادي الفضلي                                           | --      |
| متى جمع القرآن                            | محمد الحسيني الشيرازي                                       | --      |
| قصص القرآن                                | ناصر مكارم الشيرازي                                         | --      |
| أمثال القرآن                              | ناصر مكارم الشيرازي                                         | --      |
| محطات في تاريخ القرآن                     | مرتضى فرج                                                   | --      |
| متشابه القرآن ومختلفه                     | محمد بن علي بن شهر آشوب                                     | --      |
| جمع القرآن                                | علي الشهرستاني                                              | --      |
| متشابه القرآن والمختلف فيه                | أبي جعفر محمد بن علي بن شهرأشوب السروي المازندراني          | --      |
| ناسخ القرآن ومنسوخه ومحكمه ومتشابهه       | الشيخ أبوالقاسم سعد بن عبدالله أبي خلف الأشعري القمي        | --      |
| تراث الشيعة القرآني                       | محمد علي مهدوي راد، فتح الله نجار زادگان، علي فاضلي         | --      |
| إعجاز القرآن                              | محسن بن حسن النيشابوي الخزاعي                               | --      |
| نصوص في علوم القرآن                       | علي الموسوي الدارابي                                        | --      |
| دروس في القواعد التفسيرية                 | علي أكبر السيفي المازندراني                                 | --      |
| التفسير اللغوي                            | عبد الرسول النعمة                                           | --      |
| قصص آيات القرآن                           | الشيخ منصور المرهون القطيفي                                 | --      |
| ملحة الإعراب في نخبة من سور الكتاب        | محمد جعفر الشيخ إبراهيم الكرباسي                            | --      |
| إعجاز القرآن                              | السيد رضا مؤدب                                              | --      |
| أساليب البيان في القرآن الكريم            | جعفر السيد باقر الحسيني                                     | --      |
| أساليب البديع في القرآن الكريم            | جعفر السيد باقر الحسيني                                     | --      |
| أساليب المعاني في القرآن الكريم           | جعفر السيد باقر الحسيني                                     | --      |
| إعراب القرآن                              | محمد جعفر إبراهيم الكرباسي النجفي                           | --      |
| علوم القرآن                               | السيد رياض الحكيم                                           | --      |
| السديد في فن التجويد                      | محمد قاسم محمد الصراف                                       | --      |
| الناسخ والمنسوخ                           | كمال الدين عبد الرحمن بن محمد بن إبراهيم ابن العتائقي الحلي | --      |
| القراءات، والأحرف السبعة                  | عبد الرسول الغفاري                                          | --      |
| جمع القرآن                                | عبد الرسول الغفاري                                          | --      |
| مفردات القرآن                             | الشيخ غلامعلي همائي                                         | --      |
| الكشوف في الإعجاز القرآني وعلم الحروف     | رضوان سعيد فقيه                                             | --      |
| لطائف ومعارف القرآن الكريم بين سؤال وجواب | الشيخ علي الإبراهيمي                                        | --      |
| المدخل إلى سُنن التاريخ في القرآن الكريم   | الشيخ محمد حسين الأنصاري                                    | --      |

كتب في مسألة تحريف القرآن
| أسم الكتاب                                                    | المؤلف                                                  | ملاحظات                                                                |
| ------------------------------------------------------------- | ------------------------------------------------------- | ---------------------------------------------------------------------- |
| البيان في تفسير القرآن                                        | أبو القاسم بن علي أكبر بن هاشم تاج الدين الموسوي الخوئي | هو كتاب تفسير ولكنه تكلم عن هذه المسألة ونفاها قبل ان يبدء في التفسير. |
| التحقيق في نفي التحريف عن القرآن الشريف                       | علي الحسيني الميلاني                                    | --                                                                     |
| صيانة القرآن من التحريف                                       | كمال الحيدري                                            | --                                                                     |
| رسالة في صيانة الكتاب العزيز عن التحريف                       | علي السستاني                                            | --                                                                     |
| دفاع عن الحقيقة                                               | احمد الوائلي                                            | --                                                                     |
| فصل الخطاب في تحريف كتاب رب الأرباب                           | حسين النوري الطبرسي                                     | --                                                                     |
| كشف الارتياب في عدم تحريف الكتاب                              | محمود المعرب الطهراني                                   | رد على كتاب فصل الخطاب.                                                |
| الرد على كشف الارتياب                                         | حسين النوري الطبرسي                                     | رد على كتاب كشف الأرتياب.                                              |
| حفظ الكتاب الشريف عن شبهة القول بالتحريف                      | محمد حسين الشهرستاني                                    | رد على كتاب فصل الخطاب.                                                |
| الحجة على فصل الخطاب في إبطال القول بتحريف الكتاب             | عبد الرحمن محمدي الهيدجي                                | رد على كتاب فصل الخطاب.                                                |
| أکذوبة تحریف القرآن                                           | رسول جعفريان                                            | --                                                                     |
| النقد اللطيف في نفي التحريف عن القرآن الشريف                  | آغا بزرك طهراني                                         | --                                                                     |
| القول الفاصل في الرد على مدعي التحريف                         | شهاب الدين المرعشي النجفي                               | --                                                                     |
| سلامة القرآن من التحريف                                       | علي موسى الكعبي                                         | --                                                                     |
| التنزيه في إثبات صيانة المصحف الشريف من النسخ والنقص والتحريف | هبه الدين الشهرستاني                                    | --                                                                     |
| حقائق هامة حول القرآن الكريم                                  | السيد جعفر مرتضى العاملي                                | --                                                                     |
| صيانة القرآن من التحريف                                       | محمد هادي عرفة                                          | --                                                                     |
| الجواب المنيف في الرد على مدعي التحريف                        | الشيخ عبد الحسين البصري                                 | --                                                                     |
| سلامة القرآن من التحريف                                       | فتح المحمدي نجارزادكان                                  | --                                                                     |
| البرهان على عدم تحريف القرآن                                  | السيد مرتضى الرضوي                                      | --                                                                     |
| البرهان على عدم تحريف القرآن                                  | الميرزا مهدي البروجردي                                  | --                                                                     |
| آلاء الرحيم في الرّد على تحريف القرآن                          | الميرزا عبد الرحيم المدرس الماهر الخياباني              | --                                                                     |
| سلامة القرآن من التحريف                                       | فتح الله المحمدي                                        | --                                                                     |

## الحديث وعلومه

كتاب:من لا يحضره الفقيه

كتاب : بحار الأنوار

كتاب : وسائل الشيعة

كتاب : تحف العقول عن آل الرسول.

كتاب : بصائر الدرجات

كتاب : مستدرك الوسائل ومستنبط المسائل لمؤلفه : الطبرسي

متون الحديث

وهي المصنفات التي نقلت لنا ما ورد عن المعصوم نفسه من قول، أو فعل، أو تقرير، أو وصف في خُلُقه، أو خِلْقَتِه. ومن أهم المؤلفات في هذا الباب:

غلاف القسم الأول من كتاب الكافي؛ الأصول

| الكتاب                          | المؤلف                               | عدد الأحاديث            | سنة وفاة المؤلف                   | ملاحظات |
| ------------------------------- | ------------------------------------ | ----------------------- | --------------------------------- | --- |
| كتاب سليم بن قيس                | سليم بن قيس الهلالي                  | 90                      | 76 هـ                             | يتحدَّث عن الحوادث التي وقعت عقيب وفاة النبي محمد. |
| المحاسن                         | أحمد بن محمد بن خالد البرقي          | 11 باب                  | 280 هـ                            | يعتبر كتاب المحاسن من أفضل الكتب الشيعية الروائية مكانة واعتباراً فقد عدّه البعض في مرتبة الكتب الأربعة. وهو من المصادر المهمة لكتاب الكافي- تأليف ثقة الإسلام الكليني-حيث روى عن المحاسن روايات عديدة. |
| بصائر الدرجات                   | محمد بن الحسن الصفار القمي           | 1881                    | 290 هـ                            | هذا الكتاب يعدّ أثرا روائياً كلامياً، والأحاديث الموجودة فيه تدور حول محور الإمامة ومعرفة الإمام وفضائل الأئمة، وثقه كثير من كبار العلماء وجعله ضمن مصادر كتبهم. |
| قرب الاسناد                     | عبدالله بن جعفر الحميري القمي        | 1387                    | 310 هـ                            | الكتاب رغم أهميته من ناحية الموضوعات والأسانيد لم يحظى انتشارا واسعا، وقلّما نقل عنه القُدامى. وقد يعود الأمر في ذلك إلى تعُلّق الكتاب أو بالأحرى ابن المؤلِّف الذي بواسطته نُقِل الكتاب عن أبيه - مما أشكل على العلماء تحديد مؤلِّفه - إلى رقعة جغرافية محدودة. |
| الكافي                          | الشيخ محمد بن يعقوب الكليني.         | 16199                   | 329 هـ                            | يعتبر هذا الكتب هو أم مصدر للحديث عند الشيعة الإمامية وقد طُبع عدة مرات. وقد أُلفت عدة شروح لهذا الكتاب لعل أهمها هو كتاب "مرآة العقول في شرح أخبار ال الرسول" للعلامة المجلسي ويقع في ست وعشرين مجلداً. |
| كامل الزيارات                   | ابن قولويه القمي                     | 843                     | 368 هـ                            | من تأليف ابن قولويه القمي المحدث الشیعي المتوفى سنة 368 هـ. يتحدّث الكتاب عن فضل وكيفية زيارة النبي (ص) و أهل بيته (ع) وأولاد الأئمة والمؤمنين، كما نقل مؤلفه روايات عن أهل البيت (ع) في المقام. هذا الكتاب من أهم مصادر الشيعة الروائية ومن أوثق المراجع في حقلي الرواية والدعاء عند الإمامية، ومحط اهتمام العلماء والفقهاء الشيعة. |
| من لا يحضره الفقيه              | الشيخ الصدوق.                        | 5998                    | 381 هـ                            | هو اسم موسوعة ضخمة من الأحاديث، وهو أحد الكتب الأربعة للشيعة، وأشهر كتب الشيخ الصدوق المتوفي سنة 381، كتاب جمع وتفسير للحديث النّبويّ. يروي الكتاب 5998 حديثًا. و يعتبر هذا الكتاب من أهم كتب الصدوق. حيث يتناول فيه موضوعات فقهية مختلفة للشيعة. |
| الخصال                          | الشيخ الصدوق                         | 1255                    | 381 هـ                            | کتاب الخصال هو مجموعة أحاديث اشتملت على الأعداد، فاختارها المؤلّف وجمعها ونسّق مجموعها في سلك عناوين عددية في أبواب متسلسلة، وعدد هذه العناوین ناهزت الألف عنواناً، فوزّعت بين 24 باباً، فیبدأ بباب الواحد، ثمّ الاثنين وهکذا إلى باب التسعة عشر ثم باب العشرين وما فوقها، وباب الثلاثين وما فوقها إلى أن ینتهی بباب الأربعمائة. فجاء تحت كلّ عنوان موضوع يناسبه، وفيه حديث أو أكثر، ویشمل ذلك علی آيات من القرآن، ومواعظ وحكم، وأحكام دينية، ومسائل علمية، وأبيات مستجدّة. وعدد هذه الأحادیث هو ألفٍ ومئتين وخمسة وخمسين حديثاً (1255). وتتنوّع مواضيعه، من تبيان لأحكام الحلال والحرام إلی المسائل الأخلاقية والاجتماعيّة والطبّية والعلميّة والعقائديّة.. وغير ذلك. |
| علل الشرائع                     | الشيخ الصدوق                         | 1907                    | 381 هـ                            | تأليف الشيخ الصدوق، الروائي والفقيه في القرن الرابع الهجري والمؤلِّف لأحد الكتب الأربعة الأم عند الشيعة. يتطرّق فيه مؤلفه إلى علل الشريعة الإسلامية، والحِكَم والمقاصد منها في كل من مجالات الأحكام والأخلاق والعقيدة و... بحسب روايات أئمة الشيعة.دُّوِن الكتاب في 647 بابا في مجلّدَين، تُرجم إلى الفارسية عدة مرات.واجه الكتاب بعض النقد من قِبَل فئة من علماء الشيعة تمثّلت في الوحيد البهبهاني. |
| عيون أخبار الرضا                | الشيخ الصدوق                         | 67 باب                  | 381 هـ                            | و هو كتاب حديثي مهم، يعدّ مصدراً أساسياً لمعرفة أحوال وسيرة وأخبار الإمام الثامن لدى الشيعة أبي الحسن عليّ بن موسى الرضا ( 148 ـ 203 هـ .) ؛ إذ اشتمل على ما ورد مسنداً عنه من روايات في الأحكام والأخلاق، وما تناول شؤون الحياة كافّة، ومسائل جمّة ونكات مهمّة، علمية وتاريخية وفقهية وكلامية وأدبية في جزئين احتويا على تسعةٍ وستّين باباً. |
| أمالي الصدوق                    | الشيخ الصدوق                         | 97 مجلسا                | 381 هـ                            | هذا الكتاب هو عبارة عن ما أملاه الشيخ في عدة جلسات، وكانت تنعقد يومي السبت والجمعة في كل أسبوع، من 18 رجب سنة 367 هـ للهجرة إلى 11 شعبان سنة 368 هـ للهجرة في مدينة مشهد المقدسة وقد كتب هذه الجلسات تلامذة الشيخ. |
| كمال الدين وتمام النعمة         | الشيخ الصدوق                         | 621                     | 381 هـ                            | يتمحور هذا الكتاب حول غيبة الإمام المهدي وعلامات ظهوره وسائر المباحث المتعلقة به. وقد استعرض فيه المؤلف نماذج من غيبات الأنبياء الإلهيين مستعرضاً بالتفصيل إمامة الإمام المهدي عليه السلام من الولادة وحتى غيبته مع استعراض الأحاديث النبوية والروايات الواردة عن سائر المعصومين حول غيبته وظهوره، مع ذكر قائمة بالشخصيات التي التقت به وشروط عصر الظهور. |
| معاني الأخبار                   | الشيخ الصدوق                         | 809                     | 381 هـ                            | كتاب روائي، من تأليف الشيخ الصدوق (305 ــ 381 هـ)، من علماء الشيعة في القرن الرابع الهجري، ويحتوي الكتاب على 809 حديث من أحاديث رسول الله وأهل البيت في 429 باب في خمسة مواضيع مختلفة، في التفسير، والفقه، والكلام، والأخلاق، والتاريخ. |
| تحف العقول عن آل الرسول         | ابن شعبة البحراني                    | --                      | غير محدد بالضبط قيل من 381-400 هـ | أحد أشهر مصادر الحديث عند الشيعة، ألّفه ابن شعبة الحراني وهو من أعلام القرن الرابع الهجري والمعاصر للشيخ الصدوق. و جمع فيه من الحكم والمواعظ عن الأنبياء وآل الرسول. |
| نهج البلاغة                     | الشريف الرضي                         | 806 من اقوال الأمام علي | 406 هـ                            | كتاب جمع فيه المختار من كلام الإمام علي بن أبي طالب في الخطب والمواعظ والحِكَم وغيرها. ويعد جمع نهج البلاغة من أبرز ما تركه الشريف الرضي. اشتمل الكتاب على عدد كبير من الخطب والمواعظ والعهود والرسائل والحكم والوصايا والآداب، توزعت على 238 خطبة، و 79 رسالة و 489 قول.. يرى الشيعة في الكتاب أنه أحد الكتب الهامة التي يجب على الشيعي قرائتها والأخذ منها والتعلم منها بل إن الخميني قائد الثورة الإسلامية في إيران كان من وصيته قبل موته للشباب أن يحافظوا على قراءة نهج البلاغة. |
| أمالي المفيد                    | الشيخ المفيد                         | 387                     | 413 هـ                            | كتاب باللغة العربية لمحمَّد بن محمَّد بن النعمان بن عبد السَّلام الحارثي المذحجي العكبري، المعروف بابن المعلم، والشيخ المفيد (المتوفي 413 ق)، ويشتمل على روايات أخلاقية واعتقادية وتاريخ الإسلام. أملى الشيخ المفيد هذا الكتاب على تلامذته خلال شهر رمضان لمدة سبع سنوات وفي اثنتين وأربعين جلسة، وسمّاه النجاشي باسم «‌الأمالي المتفرقات‌»؛ لأن إملائه طال من السنة 404 إلى 411 ق. |
| الاختصاص                        | الشيخ المفيد                         | --                      | 413 هـ                            | عبارة عن مجموعة تضم أحاديث رسول الله وآل بيته في العقائد والسيرة والتاريخ والحكمة والمواعظ، والأخلاق والآداب وفضائل أهل البيت، ونقص مخالفهيم، والمعجزات والكرامات. |
| امالي المرتضى                   | الشريف المرتضى                       | 80 مجلسا                | 436 هـ                            | كتاب باللغة العربية للشريف المرتضى، متكلّم وفقيه، ومُحدِّث، ومرجع أعلى للشيعة الإمامية في القرن الخامس الهجري. وهذا الكتاب حاوي على تفسير الآيات المشكلة والمتشابهة، وكذلك بيان ألفاظ الأحاديث المبهمة، وكان هذا في ثمانين مجلس عقده الشريف المرتضى. ولهذا الكتاب أسماء أخرى أيضا من جملتها الأمالي في التفسير، الغرر والدرر، غرر الفوائد ودرر القلائد. وقد قرر هذه الأبحاث أبو يعلى الجعفري أحد تلامذة السيد المرتضى، وقد أكمل كتابته في سنة 413 هـ. |
| تهذيب الأحكام                   | محمد بن الحسن بن علي بن الحسن الطوسي | 13095                   | 460 هـ                            | اسمه "تهذيب الأحكام في شرح المقنعة للشيخ المفيد" وهو شرح لكتاب المقنعة للمفيد الذي هو أستاذ المؤلف. وقد شرع المؤلف بكتابة هذا الكتاب منذ سنة 410ه حيث كان عمره آنذاك 25 عاماً. وقام بشرح هذا الكتاب العلامة المجلسي أيضاً في كتابه ملاذ الأخيار في فهم تهذيب الأخبار ويقع في ستة عشر مجلداً. |
| الاستبصار فيما أختلف من الأخبار | محمد بن الحسن بن علي بن الحسن الطوسي | 5511                    | 460 هـ                            | جمع الشيخ الطوسي الأحاديث ذات العلاقة بكل باب في مكان واحد، وقام ببحثها وتحليلها من ناحية السند والمضمون، وقدم اقتراحاته في كل باب من الأبواب لرفع التعارض الظاهري بين الأحاديث، أو ترجيح فريق منها على الفريق الآخر. وقد نالت أساليب رفع التعارض بين الأحاديث والجمع بينها مكانة هامة في فقه الشيخ الطوسي وخاصة في كتابه الاستبصار. ومن هنا لا يعتبر هذا الكتاب مجرد مجموعة أحاديث بل يتميز بأهمية فقهية كبيرة أيضا. وقد رتبت أبواب كتاب الاستبصار كبقية الكتب الأربعة وفقاً للترتيب الطبيعي في المؤلفات الفقهية. |
| امالي الطوسي                    | محمد بن الحسن بن علي بن الحسن الطوسي | 1537                    | 460 هـ                            | كتلب للشيخ الطوسي ذكر بدقة وافرة كل سلسلة السند في الروايات ولا توجد روايات مرسلة أو مقطوعة بين الروايات المنقولة إلا روايات قليلة، ولهذا السبب نستطيع أن نقول أن أمالي الشيخ الطوسي يحتوي على روايات منتخبة التي اختارها الشيخ من بين آلاف الروايات الموجودة لديه. |
| وسائل الشيعة                    | الشيخ محمد بن الحسن الحر العاملي     | 35868                   | 1104 هـ                           | هو أحد كتب الحديث عند الشيعة، وهو من تأليف محمد بن الحسن الحر العاملي (1033 - 1104 هـ). وهو أكثر كتب الحديث اعتماداً عند الشيعة في مجال استنباط الأحكام. ويحوي ما يقرب من 36 ألف رواية حول الأحكام الشرعية، الواجبات، المحرمات، المستحبات والآداب والتي أخذت من المجاميع الروائية المعتبرة للشيعة والأصول الأولية لقدماء الأصحاب. وقد عُرف مؤلفه بصاحب الوسائل نسبة إلى هذا الكتاب، طبع في 30 مجلّداً محقّقاً، وقد اشتمل على جميع أحاديث الأحكام الشرعيّة الموجودة في الكتب الأربعة وأكثر من 180 كتاباً من الكتب الروائية المعتبرة عند الشيعة، مع ذِكر الأسانيد وأسماء المصادر بالترتيب.                                                                         |
| بحار الأنوار                    | محمد باقر المجلسي.                   | 70 ألف                  | 1111 هـ                           | أحد كتب الحديث المشهورة لدى الشيعة الإثني عشرية. جَمَعه محمد باقر المجلسي (1037 هـ-1111 هـ) في زمن الدولة الصفوية. يحتوي على الكثير من الأحاديث، ويعد من أكبر كتب الحديث حيث يتكون من 110 مجلدات. وقد مُنعت طباعة بعض الأجزاء في إيران، المتضمنة لأبواب المطاعن على أبي بكر، وعمر بن الخطاب، وعثمان، وعائشة، وحفصة. |
| مستدرك الوسائل                  | حسين النوري الطبرسي.                 | 23158                   | 1320 هـ                           | قام النوري في هذا الكتاب بتجميع ما ينيف على 23000 رواية لم تذكر في وسائل الشيعة، ويعتبر كتاب مستدرك الوسائل من المجاميع الحديثية المعتبرة الشيعية في القرون الأخيرة. قد أخذ النوري الروايات من المصادر والكتب المعتبرة الروائية التي لم يعثر عليها الحر العاملي. بلغت هذه المصادر 75 كتابا روائياً شيعياً أثبت النوري اعتبارها. |
| الجعفریات                       | إسماعيل بن موسى بن جعفر              | 1000                    | مجهول                             | أشتهر باسم الأشعثيات؛ باعتبار تمحور روايته عن المحدث محمّد بن الأشعث المصري أبي علي الكوفي، الذي رواه سنة 314 هـ. وعُرف بعنوان كتاب لأهل البيت لكونه بسندهم أبٍ عن جدّ حتّى يُرفع إلى جدهم رسول الله . فسُمّي الكتاب بالأشعثيات لأنّ راويه محمد بن محمد الأشعث، وسمّي بالجعفريات لأن روايات الكتاب عن الإمام جعفر بن محمد الصادق. |

شروح الحديث
وهو العلم المتعلق بشرح الأحاديث وبيان معانيها ومقاصدها وما يتعلق بها من الأحكام، مع بيان أقوال العلماء في ذلك. ومن أهم المؤلفات في هذا الباب:
| أسم الكتاب                                        | المؤلف                                                            | سنة وفاة المؤلف | ملاحظات |
| ------------------------------------------------- | ----------------------------------------------------------------- | --------------- | --- |
| منهاج‌ البراعة في شرح نهج البلاغة                  | قطب الدين أبو الحسين سعيد بن عبد الله الراوندي                    | 573هـ           | -- |
| حدائق ‌الحقائق في شرح نهج ‌البلاغة                  | قطب ‌الدين الكيذري‌ البيهقي                                         | 576هـ           | -- |
| شرح الكافي                                        | أبو جعفر محمد بن محمد بن الحسن الطوسي                             | 672 هـ          | -- |
| نكت الارشاد في شرح الاستبصار                      | شمس الدين أبو عبد الله محمد بن جمال الدين مكي العاملي             | 786هـ           | -- |
| شرح أصول الكافي                                   | محمد علي بن محمد البلاغي                                          | 1000 هـ         | -- |
| تهذيب الأكمام                                     | نور الله التستري                                                  | 1019 هـ         | -- |
| شرح أصول الكافي                                   | ملا صدرا محمد بن إبراهيم القوامي الشيرازي                         | 1050هـ          | -- |
| استقصاء الاعتبار                                  | محمد بن الحسين بن زين الدين العاملي                               | 1030هـ          | -- |
| روضة المتقين                                      | محمد تقي بن مقصود علي المجلسي                                     | 1070 هـ         | -- |
| اللوامع القدسية                                   | محمد تقي بن مقصود علي المجلسي                                     | 1070 هـ         | -- |
| شرح الكافي                                        | محمد صالح بن أحمد السروري المازندراني                             | 1086هـ          | يعد من أفضل الشروح بعد شرح العلامة المجلسي. |
| الصافي في شرح الكافي                              | خليل بن الغازي القزويني                                           | 1089 هـ         | -- |
| جامع الاخبار في ايضاح الاستبصار                   | عبد اللطيف بن ابي جامع الحارثي                                    | 1090ه‍           | -- |
| الوافي                                            | محمد محسن بن مرتضى بن محمود المشهور بلقب الفيض الكاشاني           | 1091 هـ         | جمع فيه جميع احاديث الكتب الأربعة. ولم يزد فيها شيئاً سوى الترتيب والتوبيب، فقد ألفها حسب أبواب الفقه وشرح أحاديثها شرحاً وافياً. يحتوي الكتاب على نحو خمسين ألف حديث. |
| تحرير وسائل الشيعة وتحبير مسائل الشريعة           | أبو جعفر محمد بن الشيخ الحسن بن علي الحر العاملي                  | 1104 هـ         | -- |
| مرآة العقول في شرح اخبار آل الرسول                | محمد باقر المجلسي                                                 | 1111هـ          | يعد من أفضل الشروح على كتاب الكافي. |
| ملاذ الاخيار                                      | محمد باقر المجلسي                                                 | 1111هـ          | يعد من أفضل الشروح على كتاب تهذيب الأحكام. |
| كشف الاسرار                                       | نعمة الله بن محمد بن عبد الله الموسوي الجزائري                    | 1112 هـ         | -- |
| شرح أصول الكافي                                   | إسماعيل الحسيني الخاتون آبادي الأصفهاني                           | 1116هـ          | -- |
| شرح أصول الكافي                                   | محمد حسين بن يحيى النوري المازندراني                              | 1133هـ          | -- |
| شرح أصول الكافي                                   | محمد رفيع بن فرج الجيلاني                                         | 1160 هـ         | -- |
| عراج النبيه في شرح كتاب من لا يحضره الفقيه        | يوسف بن أحمد بن إبراهيم بن أحمد بن صالح بن عصفور الدرازي البحراني | 1186 هـ         | -- |
| شرح نهج البلاغة                                   | كمال الدين ميثم بن علي بن ميثم البحراني                           | 1299هـ          | |
| شرح أصول الكافي                                   | حسين السجاسي الزنجاني                                             | 1322 هـ         | -- |
| شرح الكافي                                        | عباس الطهراني                                                     | 1385هـ          | -- |
| ب‍ه‍ج‌ ال‍ص‍ب‍اغ‍ه‌ في‌ ش‍رح‌ ن‍ه‍ج‌ ال‍ب‍لاغة                               | محمد تقي بن محمد كاظم بن محمد علي بن جعفر التستري                 | 1415 هـ         | -- |
| الاشارات والدلالات إلي ما تقدم أو تأخر في الوسائل | عبد الصاحب الجواهري                                               | غير مؤرخ        | -- |
| شرح أصول الكافي                                   | مُحمّد بن عبد علي آل عبد الجبّار القطيفي البحراني                    | غير مُؤرّخ        | -- |
| شرح أصول الكافي                                   | محمد زمان بن كلب علي التبريزي الأصفهاني                           | غير مُؤرّخ        | -- |
| التعليقة السجادية                                 | مراد بن علي خان التفرشي                                           | غير مُؤرّخ        | -- |
| مجمع الأحكام                                      | محمد بن سليمان المقابي                                            | غير مُؤرّخ        | -- |
| شرح الكافي                                        | جعفر بن محمد بن مهدي الحسيني الشيرازي                             | حي              | -- |

## علم التراجم والرجال
علم التراجم أو علم تراجم الرجال، هو العلم الذي يتناول سير حياة الأعلام من الناس عبر العصور المختلفة. واما علم الرجال فيبحث فیه عن أحوال رواة الحديث من حيث اتصافهم بشرائط قبول رواياتهم أو عدمه. ويطلق عليه أيضا علم الجرح والتعديل، فأما الجرح، فهو رد رواية الراوي لعلة قادحة (فيه أو في روايته). من فسق أو تدليس أو كذب أو شذوذ أو نحوها. واما التعديل، فهو توثيق الراوي وقبول روايته وعده ثقة عدلا، أي الاحتجاج بروايته ونقله. ومن أم المؤلفات في هذا الباب:
| اسم الكتاب                                               | المؤلف                                                  | سنة وفاة المؤلف | ملاحظات                                                                   |
| -------------------------------------------------------- | ------------------------------------------------------- | --------------- | ------------------------------------------------------------------------- |
| رجال البرقي - الطبقات                                    | أحمد بن عبد الله البرقي                                 | 274 هـ          | --                                                                        |
| رجال ابن عقدة                                            | ابن عقدة الكوفي                                         | 333 هـ          | --                                                                        |
| رجال الكشي                                               | محمد بن عمر بن عبد العزيز المعروف بالكشّي                | 350 هـ          | --                                                                        |
| رسالة أبو غالب الزراري                                   | أبو غالب الزراري                                        | 368 هـ          | رسالة في ترجمة آل أعين                                                    |
| كامل الزيارات                                            | ابن قولويه القمي                                        | 386هـ           | الكتاب ليس لعلم الرجال لكن جميع الرواة في هذا الكتاب ممن وثقهم ابن قولويه |
| تكملة رسالة أبو غالب الزراري                             | أبو الحسين أحمد بن الحسين الغضائري الواسطي البغدادي     | 411 هـ          | --                                                                        |
| الضعفاء                                                  | أبو الحسين أحمد بن الحسين الغضائري الواسطي البغدادي     | 411 هـ          | --                                                                        |
| الرسالة العددية                                          | الشيخ المفيد                                            | 413 هـ          | رسالة صغيرة في بيان أحوال بعض رواة الحديث.                                |
| رجال النجاشي                                             | أبو العباس أحمد بن علي بن أحمد بن عباس النجاشي الأسدي   | 450 هـ          | الكتاب الأدق والأفضل في علم الرجال وهو مقدم على جميع الكتب                |
| رجال الطوسي                                              | محمد بن الحسن بن علي بن الحسن الطوسي                    | 460 هـ          | --                                                                        |
| الفهرست                                                  | محمد بن الحسن بن علي بن الحسن الطوسي                    | 460 هـ          | --                                                                        |
| معالم العلماء                                            | محمد بن علي بن شهر اشوب                                 | 588 هـ          | --                                                                        |
| التحرير الطاووسي                                         | السيد أحمد بن موسى بن طاووس                             | 673 هـ          | --                                                                        |
| رجال ابن داود                                            | ابن داود الحلي                                          | 707 هـ          | --                                                                        |
| خلاصة الأقوال في معرفة الرجال                            | جمال الدين الحسن بن يوسف بن علي بن المطهر الحلي         | 726 هـ          | --                                                                        |
| ايضاح الاشتباه                                           | جمال الدين الحسن بن يوسف بن علي بن المطهر الحلي         | 726 هـ          | --                                                                        |
| شرح البداية في علم الدراية                               | زين الدين بن علي الجباعي العاملي                        | 965 هـ          | --                                                                        |
| مجمع الرجال                                              | عناية الله القهبائي                                     | 1016هـ          | --                                                                        |
| حاوي الأقوال في معرفة الرجال                             | عبد النبي بن سعد الدين الأسدي الجزائري                  | 1020هـ          | --                                                                        |
| منهج المقال في تحقيق احوال الرجال                        | الميرزا محمد بن علي الأسترآبادي                         | 1028 هـ         | --                                                                        |
| الوجيزة                                                  | بهاء الدين محمد بن حسين الحارثي                         | 1030 هـ         | --                                                                        |
| نقد الرجال                                               | مصطفى ابن السيّد الحسين الحسيني التفرشي                  | 1044هـ          | --                                                                        |
| جامع المقال فيما يتعلق بأحوال الدراية والرجال            | فخر الدين الطريحي                                       | 1085 هـ         | --                                                                        |
| جامع الرواة                                              | محمد بن علي الأردبيلي الغروي الحائري                    | 1101هـ          | --                                                                        |
| أمل الأمل                                                | الحر العاملي                                            | 1104 هـ         | --                                                                        |
| الوجيزة في الرجال المعروف برجال المجلسي                  | محمد باقر المجلسي                                       | 1111هـ          | --                                                                        |
| معراج أهل الكمال                                         | سليمان الماحوزي                                         | 1121 هـ         | --                                                                        |
| رياض العلماء وحياض الفضلاء                               | الميرزا عبد الله أفندي الأصبهاني                        | 1130ه‍           | --                                                                        |
| الفوائد الرجالية                                         | محمد إسماعيل بن الحسين المازندراني الخواجوئي            | 1173 ه‍          | --                                                                        |
| رجال السيد بحر العلوم                                    | محمد المهدي بحر العلوم الطباطبائي                       | 1212 هـ         | --                                                                        |
| منتهى المقال في احوال الرجال                             | محمد بن إسماعيل المازنداني                              | 1215هـ          | --                                                                        |
| روضات الجنان في أحوال العلماء والسادات                   | الميرزا محمد باقر الموسوي الخوانساري الإصبهاني          | 1313ه‍           | --                                                                        |
| اتقان المقال في أحوال الرجال                             | محمد طه بن مهدي بن محمد رضا بن محمد بن نجف علي          | 1323هـ          | --                                                                        |
| بهجة الآمال في شرح زبدة المقال                           | ملا علي العلياري التبريزي                               | 1327ه‍           | --                                                                        |
| رجال الخاقاني                                            | علي بن حسين الخاقاني                                    | 1334 هـ         | --                                                                        |
| أنوار البدرين                                            | علي البلادي                                             | 1340 هـ         | --                                                                        |
| تنقيح المقال في علم الرجال                               | عبد الله محمّد حسن بن عبد الله المامقاني                 | 1351هـ          | --                                                                        |
| نهاية الدراية                                            | حسن بن هادي بن محمد علي الصدر                           | 1354هـ          | --                                                                        |
| أعيان الشيعة                                             | محسن الأمين                                             | 1371 هـ         | --                                                                        |
| طبفات أعلام الشيعة                                       | محمد محسن بن علي بن محمد رضا الطهراني النجفي            | 1389هـ          | --                                                                        |
| مصفى المقال في مصنفي الرجال                              | محمد محسن بن علي بن محمد رضا الطهراني النجفي            | 1389 هـ         | --                                                                        |
| منتخب المقال والأقوال في علم الرجال                      | علي النمازي الشاهرودي                                   | 1402 هـ         | --                                                                        |
| معجم رجال الحديث                                         | أبو القاسم بن علي أكبر بن هاشم تاج الدين الموسوي الخوئي | 1413هـ          | --                                                                        |
| قاموس الرجال                                             | محمد تقي بن محمد كاظم بن محمد علي بن جعفر التستري       | 1415 هـ         | --                                                                        |
| الموسوعة الرجالية                                        | جواد بن علي التبريزي                                    | 1426هـ          | --                                                                        |
| معجم الثقات وترتيب الطبقات                               | أبوطالب التجليل                                         | 1429 هـ         | --                                                                        |
| معجم رواة الحديث ووثقاته                                 | محمد باقر موحد الأبطحي                                  | 1435 هـ         | --                                                                        |
| شرح كتاب الرجال المسمى تهذيب المقال في تنقيح كتاب الرجال | محمد باقر موحد الأبطحي                                  | 1435 هـ         | --                                                                        |
| تراجم الرجال                                             | أحمد الحسيني الإشكوري                                   | حي              | --                                                                        |
| الغلو والفِرَق الباطنية                                    | محمد السند                                              | حي              | --                                                                        |
| الأصول الأربعة في علم الرجال                             | علي خامنئي                                              | حي              | --                                                                        |
| فهارس الشيعة                                             | مهدي خداميان الآراني                                    | --              | --                                                                        |
| معجم رجال الوسائل                                        | أكبر الترابي                                            | --              | --                                                                        |
| زاد المجتهدين في شرح بلغة المحدثين                       | أحمد بن صالح البحراني القطيفي القديحي                   | --              | --                                                                        |
| ملخص المقال في أسماء الموثقين والمعتمدين من الرجال       | عباس المحمودي الدشتي                                    | --              | --                                                                        |
| المحدثون من آل أبي طالب                                  | مهدي الرجائي الموسوي                                    | --              | --                                                                        |
| رجال الشيعة في الصحاح الستة                              | محمد جعفر الطبسي                                        | --              | --                                                                        |
| فهرس التراث                                              | محمد حسين الحسيني الجلالي                               | --              | --                                                                        |
| معجم طبقات المكثرين                                      | غيث شبر                                                 | --              | --                                                                        |

## العقيدة

أعتقادات المجلسي

كتب عامة
| اسم الكتاب                                       | المؤلف                                                        | ملاحظات |
| ------------------------------------------------ | ------------------------------------------------------------- | ------- |
| الاعتقادات                                       | أبو جعفر محمد بن علي بن بابويه القمي                          | --      |
| الاعتقادات                                       | محمد باقر المجلسي                                             | --      |
| تجريد الاعتقاد                                   | نصير الدين الطوسي                                             | --      |
| كشف المراد                                       | ابن المطهر الحلي                                              | --      |
| تصحیح الاعتقادات الامامیة                        | محمَّد بن محمَّد بن النعمان بن عبد السَّلام الحارثي المذحجي العكبري |         |
| معراج اليقين في شرح نهج المسترشدين في أصول الدين | ابن المطهر الحلي                                              | --      |
| العقائد الجعفرية                                 | جعفر بن الشيخ خضر الجناحي كاشف الغطاء                         | --      |
| عقائد الإمامية                                   | الشيخ محمد رضا المظفر                                         | --      |
| عقيدة الشيعة                                     | الميرزا علي الحائري                                           | --      |
| زاد المسافرين في أصول الدين                      | محمد بن علي بن أبي جمهور الأحسائي                             | --      |
| هداية الأمة إلى معارف الأئمة                     | محمد جواد بن المحسن بن الحسين الخراساني                       | --      |
| تحفة الطالبين في معرفة أصول الدين                | عبد السميع بن فياض الأسدي الحلي                               | --      |
| ارشاد الطالببين إلى منهج المسترشدين              | مقداد بن عبدالله السيوري الحلي                                | --      |
| مجمع الشتات في أصول الإعتقادات                   | عطاء الله أشرفي الإصفهاني                                     | --      |

كتب عن التوحيد
| اسم الكتاب                      | المؤلف                           | سنة وفاة المؤلف                            | ملاحظات |
| ------------------------------- | -------------------------------- | ------------------------------------------ | ------- |
| كتاب التوحيد                    | الامام زين العابدين              | 95 هـ                                      | --      |
| توحيد المفضل                    | المفضل بن عمر الجعفي الكوفي      | القرن الثاني الهجري - من أصحاب جعفر الصادق | --      |
| التوحيد                         | الشيخ الصدوق                     | 381 هـ                                     | --      |
| كتاب التوحيد                    | محمد هادي الطهراني النجفي        | 1320هـ                                     | --      |
| الرسائل التوحيدية               | محمد حسين الطباطبائي             | 1402 هـ                                    | --      |
| التوحيد                         | مرتضى المطهري                    | 1400هـ                                     | --      |
| التوحيد، في كلام الإمام الخميني | روح الله الخميني                 | 1409هـ                                     | --      |
| التوحيد في القرآن               | عبد الأعلى الموسوي السبزواري     | 1414 هـ                                    | --      |
| روح التوحيد رفض عبودية غير الله | علي خامنئي                       | حي                                         | --      |
| التوحيد في المشهد الحسيني       | محمد السند                       | حي                                         | --      |
| التوحيد بحوث تحليلية            | كمال الحيدري                     | حي                                         | --      |
| التوحيد والشرك                  | جعفر سبحاني                      | حي                                         | --      |
| توحيد الامامية                  | محمد باقر الملكي الميانجي        | --                                         | --      |
| التوحيد                         | محمد صادق السيد محمد رضا الخرسان | --                                         | --      |
| التوحيد في القرآن               | عبد الله الجوادي الآملي الطبري   | --                                         | --      |

كتب عن النبوة والإمامة والعصمة
| اسم الكتاب                                          | المؤلف                                                  | ملاحظات |
| --------------------------------------------------- | ------------------------------------------------------- | ------- |
| منهاج الكرامة في اثباث الامامة                      | ابن المطهر الحلي                                        |         |
| عقيدتنا، النبوة والإمامة والعصمة                    | مالك مصطفى وهبي العاملي                                 |         |
| النبوة، الإمامة                                     | عبد الحسين دستيغب                                       |         |
| الامامة                                             | أسد الله بن محمد باقر الموسوي الشفتي                    |         |
| النبوة في القرآن                                    | محمد تقي مصباح اليزدي                                   |         |
| مباحث حول النبوات                                   | محمد السند                                              |         |
| الإمامة وأهل البيت عليهم السلام، النظرية والإستدلال | محمد باقر الحكيم                                        |         |
| المبسوط في الإمامة                                  | عبدالنبي بن سعد الدين الأسدي الجزائري                   |         |
| دراسات عامة في الامامة                              | الشيخ إبراهيم الأميني                                   |         |
| العصمة                                              | أحمد بن زين الدين الإحسائي                              |         |
| الإمامة الكبرى والخلافة العظمى                      | السيد محمد حسن القزويني                                 |         |
| الشافي في الإمامة                                   | الشريف المرتضى علي بن الحسين الموسوي                    |         |
| الإمامة الإلهية                                     | محمد السند                                              |         |
| المقنع في الامامة                                   | عبيد الله بن عبدالله السدآبادي                          |         |
| دلائل الامامة                                       | أبي جعفر محمد بن جرير بن رستم الطبري                    |         |
| كتاب النبوة                                         | الصدوق                                                  |         |
| تفضيل الأئمة على الأنبياء والملائكة                 | عز الدين أبي محمد الحسن بن سليمان بن محمد الحلي العاملي |         |
| ختم النبوة                                          | مرتضى المطهري                                           |         |
| فلسفة العصمة عند الشيعة الإمامية                    | محمد محمود مرتضى                                        |         |
| كشف الأستار عن وجه الغائب عن الأبصار                | الميرزا حسين بن محمد تقي النوري الطبرسي                 |         |
| ابحاث حول المهدوية                                  | نجم الدين الطبسي                                        |         |

كتاب التوحيد لعلي خامنئي

هذا غلاف لكتاب: توحيد المفضل

كتب عن العدل والمعاد والبداء والرجعة
| اسم الكتاب                                    | المؤلف                                                | ملاحظات |
| --------------------------------------------- | ----------------------------------------------------- | ------- |
| العدل                                         | عبد الحسين دستغيب                                     |         |
| مبدأ العدل                                    | سمير حسين خير الدين                                   |         |
| لمحات في المعاد                               | علي الحسيني الصدر                                     |         |
| المعاد                                        | مرتضى المطهري                                         |         |
| التذكرة في المبدء والمعاد                     | نصير الدين الطوسي                                     |         |
| البداء في ضوء الكتاب والسنة                   | جعفر سبحاني                                           |         |
| رسالتان في البداء                             | العلامة البلاغي، السيد الخوئي ، السيد محمد علي الحكيم |         |
| البداء آية عظمة الله                          | محمد باقر علم الهدى                                   |         |
| اثبات الرجعة                                  | الشيخ علي آل محسن                                     |         |
| الشيعة والرجعة                                | محمد رضا الطبسي النجفي                                |         |
| مشكاة الأنوار في إثبات رجعة محمد وآله الاطهار | محمد بن عبد علي آل عبد الجبار القطيفي البحراني        |         |
| محاضرات في الرجعة                             | علي الحسيني الصدر                                     |         |
| الرجعة أعظم علامات الظهور                     | محمد السند                                            |         |
| الرجعة على ضوء الأدلة الأربعة                 | عبد اللطيف البغدادي                                   |         |
| الايقاظ من الهجعة بالبرهان على الرجعة         | محمد بن الحسن الحر العاملي                            |         |
| الرجعة                                        | أحمد بن زين الدين الإحسائي                            |         |
| الرجعة                                        | الميرزا محمد مؤمن بن دوست الأسترابادي                 |         |

كتب عن التقية وزواج المتعة
| اسم الكتاب                     | المؤلف             | ملاحظات |
| ------------------------------ | ------------------ | ------- |
| التقية - مفهومها، حدها، دليلها | جعفر سبحاني        | --      |
| التقية من منظور الشيخ المفيد   | محمد باقر الحكيم   | --      |
| التقية                         | نزيه محي الدين     | --      |
| التقية                         | مرتضى الأنصاري     | --      |
| أضواء على التقية               | علي الحسيني الصدر  | --      |
| كتاب المتعة                    | الصدوق             | --      |
| رسالة في المتعة                | المجلسي            | --      |
| خلاصة الإيجاز، في المتعة       | المفيد             | --      |
| كتاب المتعة                    | مرتضى الانصاري     | --      |
| كتاب المتعة                    | محمد تقي الحكيم    | --      |
| كتاب المتعتين                  | أبي إسحاق الثقفي   | --      |
| زواج المتعة في الاسلام         | مرتضى فياض الحسيني | --      |

## أصول الفقه والقواعد الفقهية

اللمعة الدمشقية

علم أصول الفقه هو العلم الذي يبحث عن أدلة الفقه الإجمالية وكيفية الاستفادة منها وحال المستفيد،  أو هو مجموعة القواعد والبحوث التي يتوصل بها إلى استفادة الأحكام الشرعية العملية من أدلتها التفصيلية،. ومن أهم المؤلفات في هذا الباب:

العروة الوثقی فیما تعم به البلوی

| اسم الكتاب                                                 | المؤلف                                          | ملاحظات |
| ---------------------------------------------------------- | ----------------------------------------------- | ------- |
| العروة الوثقى                                              | محمد كاضم اليزدي                                |         |
| اللمعة الدمشقية                                            | الشهيد الأول                                    |         |
| المقنع                                                     | الشيخ الصدوق                                    |         |
| الهداية                                                    | الشيخ الصدوق                                    |         |
| التجري                                                     | جعفر الحسيني الشيرازي                           |         |
| الترتب                                                     | محمد رضا الحسيني الشيرازي                       |         |
| الفكر المتين                                               | محمود الحسني الصرخي                             |         |
| المحكم في أصول الفقه                                       | محمد سعيد الطباطبائي الحكيم                     |         |
| كفاية الصول                                                | الآخوند ملا محمد كاظم الخراساني                 |         |
| معتمد المسائل                                              | عبدالله بن عباس الستري                          |         |
| تلخيص أمور الفقه للمظفر                                    | علي أصغر همتيان، سيد حسين هاشميان               |         |
| البداية والكفاية ومباني الفقيه، في الأصول اللفظية والعملية | محمد تقي الفقيه                                 |         |
| المنتهى في فروع العلم الاجمالي                             | الشيخ علي المروجي القزويني                      |         |
| كفاية الأصول                                               | الآخوند الشيخ محمد كاظم الخراساني               |         |
| المباحث الفقهية                                            | محمد اسحاق الفياض                               |         |
| خلاصة الأصول                                               | تقي الطباطبائي القمي                            |         |
| أصول الفقه                                                 | حسين الحلي                                      |         |
| نهاية الأصول                                               | آقا حسين البروجردي                              |         |
| تقريرات في علم الأصول                                      | علي الحسيني السستاني                            |         |
| المباحث الاصولية                                           | محمد إسحاق الفياض                               |         |
| بحوث في الأصول                                             | محمد حسين الاصفهاني                             |         |
| إصطلاحات الأصول ومعظم أبحاثها                              | الميرزا علي المشكيني                            |         |
| دراسات في علم الأصول                                       | علي الهاشمي الشاهرودي                           |         |
| بحوث في علم الأصول                                         | محمد باقر الصدر                                 |         |
| القواعد الفقهية في مدرسة السيد السبزواري                   | عباس علي الزارعي السبزواري                      |         |
| القواعد الفقهية                                            | محمد حسن البجنوردي                              |         |
| هداية المسترشدين، في شرح أصول معالم الدين                  | محمد تقي الرازي النجفي الإصفهاني                |         |
| فرائد الأصول                                               | مرتضى الأنصاري                                  |         |
| قواعد الأصول من فقه آل الرسول                              | عبدالعزيز ابن صالح ابن عبدالحميد المدني الحجازي |         |

## السيرة والشمائل
علم السيرة هو العلم المختص بجمع ما ورد من وقائع المعصوم وصفاته الخُلقية والخَلقية، مضافًا إليها غزواته وسراياه. ومن أهم المؤلفات في هذا الباب:

الصحيح من سيرة النبي الأعظم

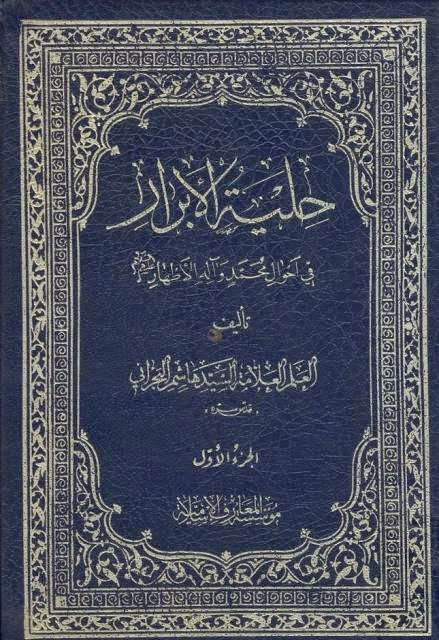
حلية الأبرار في أحوال محمد وآله الأطهار(ع). المؤلف: السيد هاشم البحراني

غلاف لكتاب: منتهى الآمال

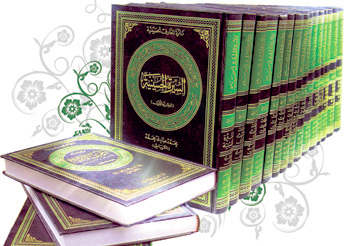
دائرة المعارف الحسينية

| اسم الكتاب                                                                                       | المؤلف                               | ملاحظات |
| ------------------------------------------------------------------------------------------------ | ------------------------------------ | ------- |
| الارشاد في معرفة حجج الله على العباد                                                             | الشيخ المفيد                         |         |
| منتهى الآمال في تاريخ النبي والآل                                                                | عباس القمي                           |         |
| الصحيح من سيرة النبي الأعظم                                                                      | جعفر مرتضى العاملي                   |         |
| كشفُ الغُمَّة في مَعرِفَةِ الأئمّة                                                                        | علي بن عيسى الإربلي                  |         |
| دائرة المعارف الحسينية                                                                           | محمد صادق الكرباسي                   |         |
| حلية الأبرار في أحوال محمد وآله الأطهار                                                          | هاشم البحراني                        |         |
| اعلام الورى بأعلام الهدى                                                                         | الشيخ أبي علي الفضل بن الحسن الطبرسي |         |
| السيرة النبوية تدوين مختصر                                                                       | سامي البدري                          |         |
| من هدى السيرة النبوية                                                                            | كاضم السباعي                         |         |
| سيرة خاتم النبيين                                                                                | محمد الريشهري                        |         |
| السيرة النبوية برواية أئمة أهل البيت                                                             | علي دعموش العاملي                    |         |
| سيرة سيد الأنبياء والمرسلين محمد (ص) جامع المحامد كلها                                           | رسول جعفريان                         |         |
| السيرة المحمدية                                                                                  | جعفر سبحاني                          |         |
| معجم ما كتب عن الرسول وأهل البيت                                                                 | عبدالجبار الرفاعي                    |         |
| سيرة الأئمة الإثني عشر                                                                           | محمد حسن آل ياسين                    |         |
| موسوعة الأنوار في سيرة الأئمة الأطهار                                                            | أحمد بن عبد العزيز الموسوي الفالي    |         |
| سيرة أهل البيت عليهم السلام                                                                      | مرتضى مطهري                          |         |
| خديجة الكبرى                                                                                     | عبد الستار البعاج                    |         |
| الأنوار الساطعة من الغراء الطاهرة، خديجة بنت خويلد                                               | غالب السيلاوي                        |         |
| السيد خديجة الكبرى أم المؤمنين                                                                   | حسين الشيخ هادي القرشي               |         |
| وارثة خديجة، أم سلمة أم المؤمنين، حياتها، مواقفها، أحاديثها                                      | نزار آل سنبل القطيفي                 |         |
| زينب الكبرى                                                                                      | عبد السلام كاظم الجعفري              |         |
| زينب الكبرى ع من المهد إلى اللحد                                                                 | محمد كاظم القزويني                   |         |
| السيدة زينب ع مجالس وكرامات                                                                      | فاطمة علي الجعفر                     |         |
| العباس                                                                                           | عبد الرزاق المقرم                    |         |
| العباس بن علي ع، بطل الحق والحرية                                                                | الشيخ عبدالحميد المهاجر              |         |
| موسوعة بطل العلقمي، العباس الأكبر ابن أمير المؤمنين علي بن أبي طالب                              | الشيخ عبد الواحد المظفر              |         |
| فاطمة الزهراء من المهد إلى اللحد                                                                 | محمد كاظم القزويني                   |         |
| عوالم العلوم والمعارف والأحوال من الأيات والأخبار والأقوال سيدة النساء فاطمة الزهراء ومستدركاتها | الشيخ عبد الله البحراني              |         |
| مسند الإمام أميرالمؤمنين علي بن أبي طالب عليه السلام                                             | عزيز الله العطاردي                   |         |
| موسوعة الإمام علي بن أبي طالب                                                                    | السيد علي عاشور                      |         |
| موسوعة الإمام أمير المؤمنين علي بن أبي طالب                                                      | باقر شريف القرشي                     |         |
| الامام علي من المهد إلى اللحد                                                                    | محمد كاظم القزويني                   |         |
| سيرة الحسن عليه السلام في الحديث والتاريخ                                                        | جعفر مرتضى العاملي                   |         |
| الإمام الحسين (عليه السلام) وأصحابه                                                              | فضل علي القزويني                     |         |
| الإمام زين العابدين (ع) القائد، الداعية ، الإنسان                                                | محمد حسين علي الصغير                 |         |
| حياة الإمام محمد الباقر                                                                          | شريف القرشي                          |         |
| الإمام الصادق (ع) من المهد إلى اللحد                                                             | محمد كاظم القزويني                   |         |
| باب الحوائج الإمام موسى الكاظم (ع) مسيرة علوية مستمرة                                            | حسين إبراهيم الحاج حسن               |         |
| موسوعة الإمام الرضا عليه السلام                                                                  | اللجنة العلمية في مؤسسة ولي العصر    |         |
| الإمام محمد الجواد (ع) معجزة السماء في الأرض                                                     | محمد حسين علي الصغير                 |         |
| الإمام الجواد ع من المهد إلى اللحد                                                               | محمد كاظم القزويني                   |         |
| مسند الإمام الهادي أبي الحسن علي بن محمد عليهما السلام                                           | عزيز الله العطاردي                   |         |
| الإمام الهادي (عليه السلام) من المهد إلى اللحد                                                   | محمد كاظم القزويني                   |         |
| مسند الامام الحسن العسكري                                                                        | عزيز الله العطاردي                   |         |
| الامام الحسن العسكري من المهد إلى اللحد                                                          | محمد كاظم القزويني                   |         |
| حياة الإمام العسكري (عليه السلام)                                                                | الشيخ محمد جواد طبسي                 |         |
| الإمام المهدي ع من المهد إلى الظهور                                                              | محمد كاظم القزويني                   |         |

## الأدعية والاذكار

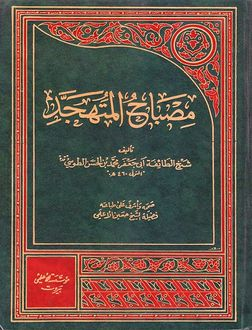
كتاب: مصباح المتهجد

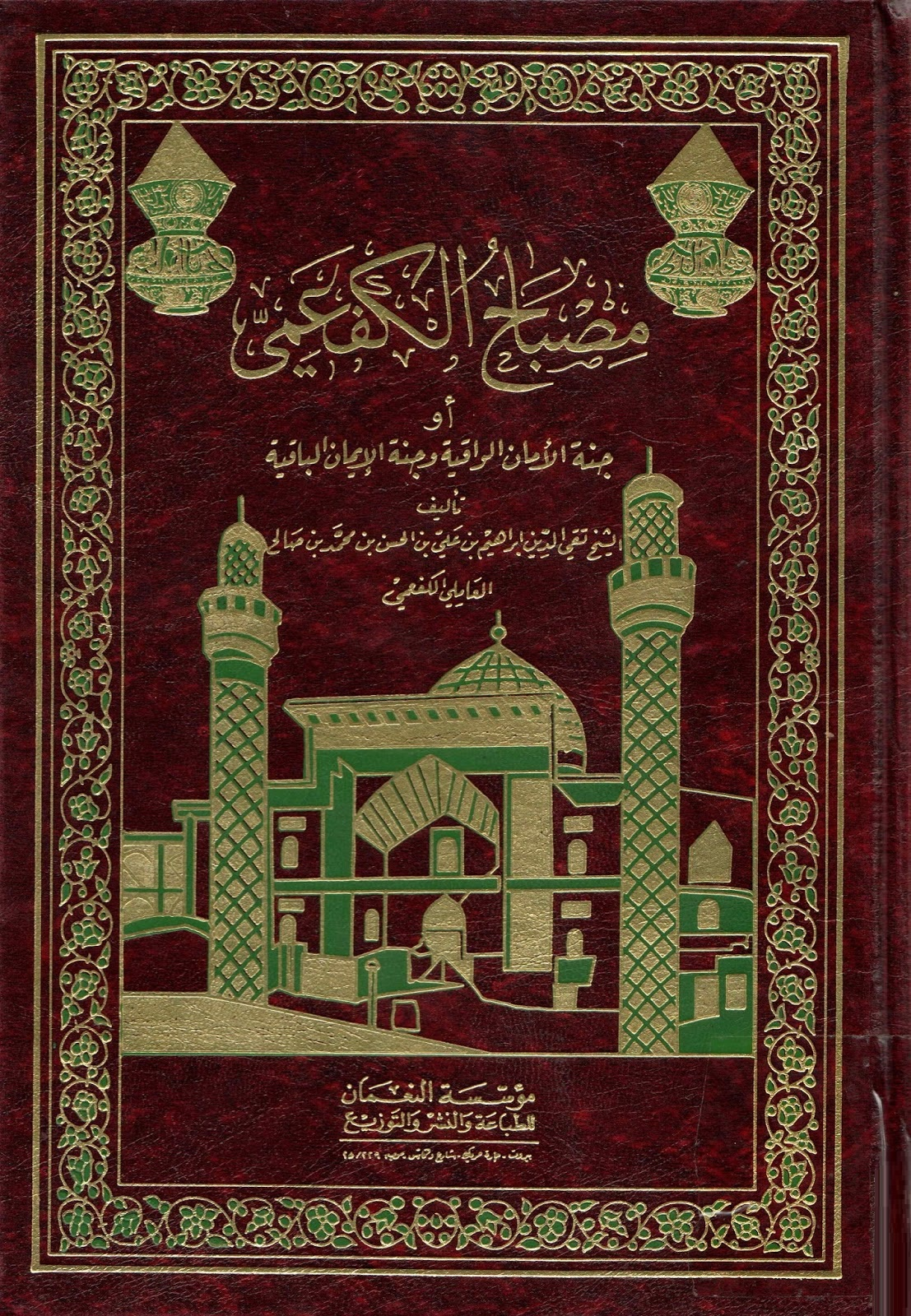
كتاب مصباح الكفعمي

وهي التي يقول بها الفرد الشيعي لينال ثواب الله ومن أهم المؤلفات في هذا الباب:
| اسم الكتاب                 | المؤلف                                          | سنة وفاة المؤلف | ملاحظات                           |
| -------------------------- | ----------------------------------------------- | --------------- | --------------------------------- |
| الصحيفة السجادية           | الإمام السجاد                                   | 95 هـ           | --                                |
| المزار الكبير              | الشيخ المفيد                                    | 413 هـ          | --                                |
| مصباح المتهجد              | شيخ الطائفة أبي جعفر محمد بن الحسن الطوسي       | 460هـ           | --                                |
| كنوز النجاح                | فضل بن حسن الطبرسي                              | 548 هـ          | --                                |
| سلوة الحزين                | قطب الدين سعيد بن هبة الله الراوندي             | 573هـ           | --                                |
| المزار الكبير              | محمد جعفر المشهدي                               | 594هـ           | --                                |
| مهج الدعوات ومنهج العبادات | السيد رضي الدين علي بن موسى بن طاووس            | 664 هـ          | --                                |
| الدروع الواقية             | السيد رضي الدين علي بن موسى بن طاووس            | 664 هـ          | --                                |
| مصباح الزائر               | السيد رضي الدين علي بن موسى بن طاووس            | 664 هـ          | --                                |
| المزار                     | الشهيد الأول                                    | 786 هـ          | --                                |
| مصباح الكفعمي              | تقي الدين إبراهيم الجبعي الكفعمي                | 905 هـ          | --                                |
| البلد الأمين والدرع الحصين | إبراهيم بن علي الكفعمي                          | 905 هـ          | --                                |
| مفتاح الفلاح               | الشيخ البهائي                                   | 1030 هـ         | --                                |
| زاد المعاد                 | محمد باقر المجلسي                               | 1111هـ          | --                                |
| مفاتيح الجنان              | عباس القمي                                      | 1359 هـ         | يعد من أبرز الكتب في العصر الحالي |
| مفتاح الجنات               | السيد محسن الأمين العاملي                       | 1371 هـ         | --                                |
| ضياء الصالحين              | محمد صالح الجوهرجي                              | 1397هـ          | --                                |
| مصابيح الجنان              | العباس الحسيني الكاشاني                         | 1431هـ          | --                                |
| الصحيفة الكاظمية           | محمد باقر الموحد الأبطحي                        | 1435 هـ         | --                                |
| الصحيفة العلوية            | عبد الله بن صالح بن عبد الله البحراني السماهيجي | 1135 هـ         | --                                |
| الصحيفة الفاطمية           | محمد باقر الموحد الأبطحي                        | 1435 هـ         | --                                |
| إكسير الدعوات              | عبد الله بن محمد الزاهد                         | --              | --                                |
| الصحيفة الرضوية            | السيد مرتضى السيستاني                           | --              | --                                |
| الصحيفة المهدية            | السيد مرتضى السيستاني                           | --              | --                                |

## حوار سني شيعي

غلاف لكتاب: ليالي بيشاور

المراجعات كتاب للسيد عبد الحسين شرف الدين، تحتوي مراسلاته مع شيخ الأزهر سليم البشري.

| اسم الكتاب                            | المؤلف                        | ملاحظات |
| ------------------------------------- | ----------------------------- | ------- |
| المراجعات                             | عبد الحسين شرف الدين          | --      |
| الاحتجاجات العشرة                     | عبد الله الموسوي الشيرازي     | --      |
| ليالي بيشاور                          | محمد الموسوي الشيرازي         | --      |
| الإمامة والشيعة                       | السيد عبد الله الشيرازي       | --      |
| عبقات الأنوار في إمامة الأئمة الأطهار | حامد حسين الهندي              | --      |
| معالم المدرستين                       | مرتضى العسكري                 | --      |
| رسالة التشيع في العالم المعاصر        | محمد حسين الطباطبائي          | --      |
| نفحات اللاهوت في لعن الجبت والطاغوت   | علي الكركي                    | --      |
| الغدير في الكتاب والسنة والأدب        | عبد الحسين الأميني            | --      |
| إحقاق الحق وإزهاق الباطل              | نور الله التستري              | --      |
| ثم اهتديث                             | محمد التيجاني                 | --      |
| الشيعة هم اهل السنة                   | محمد التيجاني                 | --      |
| فسألوا أهل الذكر                      | محمد التيجاني                 | --      |
| للأكون مع الصادقين                    | محمد التيجاني                 | --      |
| اتقوا الله                            | محمد التيجاني                 | --      |
| كشف الأسرار                           | روح الله الخميني              | --      |
| الدمعة الساكبة                        | الشيخ محمد جمعة بادي          | --      |
| هذه هي الوهابية                       | محمد جواد مغنية               | --      |
| كشف الأرتياب                          | محسن الأمين العاملي           | --      |
| جَدَلِيَةُ الْصَحَابَة بين النص والعقل والسيرة | أبو الحسن حميد المقدس الغريفي | --      |
| الخدعة رحلتي من السنة إلى الشيعة      | صالح الورداني                 | --      |

## الفتاوى والاستفتاءات

غلاف لكتاب المسائل المنتخبة للسيد الخوئي

المسائل المنتخبة للسيد علي الحسيني السستاني

| اسم الكتاب              | المؤلف                    | سنة وفاة المؤلف | ملاحظات |
| ----------------------- | ------------------------- | --------------- | ------- |
| المقنع والهداية         | الشيخ الصدوق              | 381 هـ          | --      |
| المقنعة                 | الشيخ المفيد              | 413 هـ          | --      |
| الناصريات               | الشريف المرتضى            | 436 هـ          | --      |
| الكافي في الفقه         | أبو الصلاح الحلبي         | 447 هـ          | --      |
| النهاية                 | الشيخ الطوسي              | 460هـ           | --      |
| الغنية                  | ابن زهرة الحلبي           | 585هـ           | --      |
| الشرائع والمختصر النافع | المحقق الحلي              | 676 هـ          | --      |
| الجامع للشرائع          | ابن سعيد الحلي            | 690ه            | --      |
| تبصرة المتعلمين         | ابن المطهر الحلي          | 726 هـ          | --      |
| معتمد الشيعة            | الملا محمد مهدي النراقي   | 1209 هـ         | --      |
| وسيلة النجاة            | السيد أبو الحسن الأصفهاني | 1365 هـ         | --      |
| توضيح المسائل           | السيد حسين البروجردي      | 1380 هـ         | --      |
| منهاج الصالحين          | السيد محسن الحكيم         | 1390 هـ         | --      |
| المسائل الواضحة         | الشهيد الصدر              | 1400هـ          | --      |
| تحرير الوسيلة           | روح الله الخميني          | 1409 هـ         | --      |
| المسائل المنتخبة        | ابو القاسم الخوئي         | 1413هـ          | --      |
| موسوعة الفقه            | الإمام الشيرازي           | 1422هـ          | --      |
| المسائل المنتخبة        | علي السستاني              | حي              | --      |

## منوعة

غلاف لكتاب: فلسفتنا

| أسم الكتاب                           | المؤلف                | سنة وفاة المؤلف | ملاحظات |
| ------------------------------------ | --------------------- | --------------- | ------- |
| فلسفتنا                              | محمد باقر الصدر       | 1400هـ          | --      |
| أقتصادنا                             | محمد باقر الصدر       | 1400هـ          | --      |
| صحيفة الإمام                         | روح الله الخميني      | 1409 هـ         | --      |
| الحكومة الأسلامية وولاية الفقه       | روح الله الخميني      | 1409 هـ         | --      |
| المرآة في فكر الامام الخميني         | روح الله الخميني      | 1409 هـ         | --      |
| قصص من اليهود                        | محمد الحسيني الشيرازي | 1422هـ          | --      |
| الأزمات وحلولها                      | محمد الحسيني الشيرازي | 1422هـ          | --      |
| ثلاث مليارات من الكتب                | محمد الحسيني الشيرازي | 1422هـ          | --      |
| تسعون مليار نسمة                     | محمد الحسيني الشيرازي | 1422هـ          | --      |
| ممارسة التغيير لإنقاذ المسلمين       | محمد الحسيني الشيرازي | 1422هـ          | --      |
| إنسان بعمر 250 سنة                   | علي خامنئي            | حي              | --      |
| الغزو الثقافي                        | علي خامنئي            | حي              | --      |
| الفكر الإسلامي على ضوء القرآن الكريم | علي خامنئي            | حي              | --      |
| فلسطين في فكر الإمام خامنئي          | علي خامنئي            | حي              | --      |

## الهوامش
- 1 - هذا التفسير للطائفة الزيدية ولكن الأثنا عشرية ليس لها مواقف عدائية لزيد بن علي ..فيعد هذا التفسير للطائفتين

## وصلات خارجية
مكتبة شبكة الفكر
مكتبة كتب الشيعة
مكتبة مساحة
مكتبة شبكة رافد
مكتبة الشيعة
مكتبة نرجس
مكتبة الميزان
المكتبة العقائدية